# Stephanie Herseth Sandlinová
Stephanie Herseth Sandlinová (Herseth Sandlin, * 4. prosince 1970, Aberdeen, Jižní Dakota) je americká demokratická politička. V letech 2004–2011 byla členkou Sněmovny reprezentantů USA, ve kterém zastupovala jediný okrsek státu Jižní Dakota. Stala se první ženou v historii Jižní Dakoty která byla do Sněmovny zvolena.
V roce 2007 se provdala za Maxe Sandlina, který byl v letech 1997–2005 členem Sněmovny reprezentantů USA za stát Texas.
Ve volbách v roce 2010 se jí nepodařilo obhájit, když byla poražena v poměru 46 % ku 48 % kandidátkou Republikánské strany Kristi Noemovou.